# Invariance modulaire
En théorie des cordes, l'invariance modulaire correspond à la contrainte imposée sur la fonction de partition de tout modèle d'être inchangée sous l'effet d'une transformation modulaire de la feuille d'univers.
Le plus souvent on considère le cas de la fonction de partition à une boucle pour laquelle la feuille d'univers est topologiquement un tore. Dans ce cas les transformations modulaires correspondent aux difféomorphismes globaux du tore qui forment le groupe modulaire {\displaystyle SL(2,\mathbb {Z} )}.

L'invariance modulaire assure l'absence d'anomalie gravitationnelle pour la théorie conforme définie sur la feuille d'univers.

## Sources
- (en) J. Polchinski, String theory [détail des éditions]
- (en) Michael B. Green, John H. Schwarz et Edward Witten, Superstring theory : Introduction, vol. 1, Cambridge University Press, coll. « Cambridge Monographs on Mathematical Physics », 1987, 478 p. (ISBN 0521357527 et 9780521357524, présentation en ligne, lire en ligne).
- (en) Michael B. Green, John H. Schwarz et Edward Witten, Superstring theory : Loop Amplitudes, Anomalies and Phenomenology, vol. 2, Cambridge University Press, coll. « Cambridge Monographs on Mathematical Physics », 1988, 608 p. (ISBN 0521357535 et 9780521357531, présentation en ligne, lire en ligne).